# Victoria Prentis
Victoria Mary Prentis, nata Boswell (Banbury, 24 marzo 1971), è una politica britannica, membro del Partito Conservatore.

## Biografia
Nata nella città di Banbury, è cresciuta nel vicino villaggio di Aynho. È figlia del politico Tim Boswell, più volte sottosegretario parlamentare, e ha due sorelle. Si è laureata in lingua inglese presso la Royal Holloway, conseguendo poi un'ulteriore laurea in giurisprudenza al Downing College.

### Carriera politica
Nel 2014 viene scelta come potenziale candidata per rappresentare il Partito Conservatore al collegio elettorale di Banbury per le elezioni dell'anno seguente. Viene successivamente eletta parlamentare con 30 749 voti. Alla camera dei comuni fa parte del comitato ristretto per la giustizia.
Nel 2016 sostiene la candidatura di Theresa May alle elezioni per la guida del partito, mentre nel 2017 è rieletta come parlamentare. Due anni dopo, nel 2019, annuncia che alle elezioni primarie del partito avrebbe sostenuto il politico Rory Stewart. Anche nelle elezioni generali del 2019 viene riconfermata.
Nel 2020 entra nel dipartimento per l'ambiente, l'alimentazione e gli affari rurali, divenendo sottosegretaria di Stato per l'agricoltura, la pesca e l'alimentazione.
Nel marzo 2022, allo scoppio della guerra in Ucraina, diventa la prima parlamentare britannica ad aver ospitato un rifugiato a casa propria.
Il 7 settembre 2022, con la fine del secondo governo Johnson, entra nel gabinetto della neo-prima ministra Liz Truss, occupando l'incarico di ministra di Stato per il lavoro e il benessere presso il dipartimento per il lavoro e le pensioni.
Dopo lo scioglimento del governo Truss e delle elezioni del leader Rishi Sunak, viene nominata da quest'ultimo procuratore generale per l'Inghilterra e il Galles ed avvocato generale per l'Irlanda del Nord, prestando ufficialmente giuramento il 16 novembre 2022.
Il 27 ottobre è inoltre nominata membro del Consiglio privato.
A seguito della vittoria dei laburisti alle elezioni generali del 2024, l'intero governo conservatore si dimette. Alle stesse elezioni perde inoltre il seggio in Parlamento.

### Posizioni politiche

#### Uscita del Regno Unito dall'Unione europea
Al referendum del 2016 per la permanenza del Regno Unito nell'Unione europea, Victoria Prentis ha dichiarato di sostenerne la permanenza.

## Vita privata
È sposata con Sebastian Prentis, giudice, con il quale ha due figlie.